# Сплетница (телесериал, 2021)
«Сплетница» (англ. Gossip Girl) — американский подростковый телесериал. Продолжение сериала «Сплетница» 2007 года через девять лет с новыми героями. Он был создан Джошем Шварцем, Стефани Сэвидж и Джошуа Сафран, теми же людьми, которые работали с оригиналом, а Сафран также выступил в роли шоураннера. Премьера первого сезона состоялась 8 июля 2021 года на стриминговом видеосервисе HBO Max. На сайте Rotten tomatoes оценка 64% положительных отзывов.
9 сентября 2021 года стало известно, что сериал получил продление на второй сезон, премьера которого ожидается осенью 2022 года.. В январе 2023 года HBO Max закрыл телесериал после двух сезонов.

## Сюжет
События сериала развернутся спустя девять лет после финала шестого сезона. Прошло много времени с закрытия оригинального веб-сайта, и теперь новое поколение подростков из нью-йоркской частной школы сталкивается с новыми способами наблюдения от «Сплетницы». Продолжение покажет насколько изменилось влияние социальных сетей и сам Нью-Йорк за прошедшие годы.

## В ролях

### Основной состав
- Джордан Александр — Джулиен Кэллоуэй, популярная ученица, модный инфлюенсер и блогер, лучшая подруга Луны, Моне и Одри, а также бывшая девушка Оби и старшая сводная сестра Зои по материнской линии.
- Уитни Пик — Зоя Лотт, представительница среднего класса, новенькая ученица-стипендиатка в школе Констанс Биллард, младшая сводная сестра Джулиен и любовный интерес Оби.
- Тави Гевинсон — Кейт Келлер, учительница английского языка, уставшая от издевательств со стороны учеников. Ведет Instagram-аккаунт «Сплетницы» вместе с другими учителями и выступает негласным лидером среди них.
- Эли Браун — Отто «Оби» Бергманн IV, самый богатый ученик школы и волонтёр, чувствующий вину из-за количества денег, лучший друг Аки и бывший парень Джулиен. Испытывает особые чувства к Зое Лотт.
- Томас Доэрти — Макс Вульф, гедонист и пансексуал, обладающий способностью головокружительного флирта, сын Гидеона Вульфа и Роя Сакса.
- Эмили Элин Линд — Одри Хоуп, лучшая подруга Джулиен и девушка Аки. Заинтересована в Максе Вульфе.
- Эван Мок — Акено «Аки» Мензис, бисексуал, лучший друг Оби, парень Одри. Проявляет симпатию в сторону Макса Вульфа.
- Джонатан Фернандез — Николас «Ник» Лотт, заботливый отец Зои и адвокат.
- Адам Чанлер-Берат — Джордан Глассберг, учитель информатики, помогающий вести аккаунт «Сплетницы».
- Зион Морено — Луна Ла, стилистка и лучшая подруга Джулиен и Моне.
- Саванна Ли Смит — Моне де Хаан, лучшая подруга Джулиен и Луны и по совместительству пиар-менеджер Кэллоуэй в социальных сетях.
- Джейсон Готэй — Рафа Капаррос, учитель классики, в котором заинтересован Макс Вульф.
- Тодд Алмонд — Гидеон Вульф, отец Макса и театральный деятель.
- Лаура Бенанти — Кики Хоуп, дизайнер одежды и мать Одри. После развода с мужем, приобрела алкогольную зависимость и испортила отношения с дочерью.

Повествование сериала ведется от лица «Сплетницы», анонимной онлайн-персоны, голосом которой говорит актриса Кристен Белл, ранее принимающая участие в «Сплетнице» 2007 года.

### Второстепенный состав
- Джон Бенджамин Хикки — Рой Сакс, ландшафтный дизайнер и отец Макса Вульфа.
- Меган Фергюсон — Венди, сотрудница школьной администрации, хорошая знающая оригинальный аккаунт «Сплетницы». Помогает Кейт и Джордану в создании нового аккаунта.
- Люк Керби — Дэвис Кэллоуэй, музыкальный магнат, отец Джулиен и парень Лолы.
- Элизабет Лэил — Лола Морган, певица и автор песен, девушка Дэвиса Кэллоуэя.

### Приглашённые актёры
- Джереми О. Харрис — в роли самого себя.
- Принцесса Нокиа — в роли самой себя.
- Эжи Робертсон — Майло Спаркс, сын Джорджины Спаркс, помогающий Зое в одном из её планов мести Джулиен.
- Йин Чанг — Нелли Юки, высокопоставленная сотрудница компании журналов, бывший член клики Блэр Уолдорф.
- Марк Шейман — в роли самого себя.
- Донна Мерфи — Вивиан Бертон, директриса школы Констанс Биллард.
- Лайн Рени — Хелена Бергманн, мать Оби, которая является настоящим магнатом в сфере недвижимости.
- Малкольм МакДауэлл — Роджер Мензис, отец Аки.
- Билли Портер — в роли самого себя.
- Эттьенн Парк — Джоди Мензис, мать Аки.
- Люси Панч — Саския Бейтс, суррогатная мать Макса Вульфа и актриса.
- Сюзанна Шадковски — Дорота Кишловски, польская домработница семьи Уолдорф.
- Уоллес Шон — Сайрус Роуз, адвокат Гидеона Вульфа и отчим Блэр Уолдорф.
- Маргарет Колин — Элеанор Уолдорф-Роуз, бывший модельер и мать Блэр Уолдорф.
- Аарон Шварц[англ.] — Ваня, муж Дороты, бывший швейцар семьи Ван дер Вудсен.
- Кэтрин Галлагер[англ.] — Хайди Бергманн, сестра Оби и девушка, лишившая Макса девственности.
- Грейс Дуа — Шан Барнс, новая подруга Зои.
- Аманда Уоррен[англ.] — Камилль де Хаан, биотехнолог и мать Моне.
- Анна ван Паттен — Грейс Байрон, дочь Шарлотты Байрон, сенатора штата Вирджиния и новая девушка Оби.

## Производство

### Разработка
Warner Media заказала возобновление сериала для HBO Max в июле 2019 года. Хотя это и было названо «перезагрузкой», Джош Шварц подтвердил, что это продолжение оригинальной истории.

### Кастинг
В ноябре 2019 года было объявлено, что Кристен Белл вернется в качестве голоса Сплетницы в новом сериале. В марте 2020 года стало известно, что главную роль сыграет Эмили Элин Линд, чуть позже к ней присоединились другие актёры, а именно: Уитни Пик, Эли Браун, Джонатан Фернандес, Джейсон Готэй, Тави Гевинсон, Томас Доэрти, Адам Ченлер-Берат и Зион Морено. В апреле 2020 года стало известно, что к актёрскому составу присоединилась Саванна Смит. В августе 2020 года Джордан Александр присоединилась к основному составу.

### Съёмки
Съемки должны были начаться в марте 2020 года в Нью-Йорке. Производство приостановлено из-за пандемии COVID-19 в Соединённых Штатах, и в результате дата выпуска была перенесена на 2021 год.

## Сезоны
| Сезон | Сезон | Эпизоды | Оригинальная дата выхода | Оригинальная дата выхода |
| Сезон | Сезон | Эпизоды | Премьера сезона          | Финал сезона             |
| ----- | ----- | ------- | ------------------------ | ------------------------ |
|       | 1     | 12      | 8 июля 2021              | 2 декабря 2021           |
|       | 2     | 10      | 1 декабря 2022           | 26 января 2023           |

## Список эпизодов

### Сезон 1 (2021)
| № | Название                                                             | Режиссёр          | Автор сценария               | Дата премьеры   |
| --- | -------------------------------------------------------------------- | ----------------- | ---------------------------- | --------------- |
| 1 | «Просто ещё одна девушка на автобусе» «Just Another Girl on the MTA» | Карина Эванс      | Джошуа Сафран                | 8 июля 2021     |
| Близится старт очередного учебного года в особенной частной школе для детей представителей высшего слоя социума. Девушка по имени Кейт Келлер, которая некогда училась в этой школе, возвращается туда, чтобы заняться преподаванием английского языка. В первый же свой день главная героиня узнает от своих коллег о том, что в настоящий момент ученики фактически управляют школой через своих влиятельных родителей. Недавно был уволен преподаватель, который отказался изменять оценку одного из учеников. Вскоре Кейт и другие учителя вспоминают о блоге «Сплетницы». |                                                                      |                   |                              |                 |
| 2 | «У неё есть сомнения» «She’s Having a Maybe»                         | Карина Эванс      | Эйприл Блэр                  | 15 июля 2021    |
| Пока Зоя пытается больше узнать о своем новом романтическом интересе в лице Оби Бергманна, Макс переходит все границы в преследовании одного из учителей. На важном мероприятии Одри ругается с мамой, Кейт работает сверхурочно, а Джулиен обещает исправить все свои ошибки сразу. |                                                                      |                   |                              |                 |
| 3 | «С широко закрытой ложью» «Lies Wide Shut»                           | Дженнифер Линч    | Лила Фейнберг                | 22 июля 2021    |
| В школе предпринимают решительные меры по установлению личности «Сплетницы» и кое-что грозит положить конец одной парочки школы. Макс подталкивает Джулиен к исследованию жизни вне её зоны комфорта, и они узнают шокирующие секреты своих семей. Зоя становится той, от которой никому не нужна помощь. |                                                                      |                   |                              |                 |
| 4 | «Сквозь огонь с Зи» «Fire Walks with Z»                              | Дженнифер Линч    | Кортни Пердю, Байнду Саиду   | 29 июля 2021    |
| То, как Зоя старается избежать празднования своего дня рождения не сравнится с тем, что делают Луна и Моне на тропе войны. Когда Джулиен накаляет обстановку, Ник и Дэвис опускают руки. Из-за плохих новостей Макс устраивает попойку, Одри уходит с Аки, а Кейт получает отличную возможность. |                                                                      |                   |                              |                 |
| 5 | «Надежда тонет» «Hope Sinks»                                         | Памела Романовски | Аарон Фуллертон              | 5 августа 2021  |
| В преддверии Хэллоуина, Зоя и Джулиен решают объединиться. Между тем, инцидент недалеко от школы привлек все внимание к «Сплетнице» и заставил Кейт сомневаться в своем будущем. Аки встревает в личную жизнь Макса, а Одри паникует из-за своей. Новый друг Зои заставляет Оби беспокоиться. |                                                                      |                   |                              |                 |
| 6 | «Родительский сайт» «Parentsite»                                     | Памела Романовски | Эшли Уигфилд                 | 12 августа 2021 |
| Когда мама Оби приезжает в город, Зоя начинает сомневаться в его характере и воспитании. Приняв решение о поднятии своего бренда на новый уровень, Джулиен узнает о себе новое. Личная жизнь Кейт и работа столкнулись. Аки и Макс вместе приходят поддержать Одри. |                                                                      |                   |                              |                 |
| 7 | «Однажды в Верхнем Вест-Сайде» «Once Upon a Time in the Upper West»  | Джошуа Сафран     | Элейн Лох                    | 25 ноября 2021  |
| День благодарения. Рафа захватывает блог "Сплетницы" требуя от других учителей накопать компромата на Макса. Джулиен пытается помирить Оби и Зои, но всё идёт не по плану. Одри и Аки переживают кризис после секса втроем в котором участвовал Макс. Чтобы помирить отцов Макса в город приезжает его суррогатная мать. В конце дня все пути героев сходятся в доме Николаса. |                                                                      |                   |                              |                 |
| 8 | «Публикации о скандале» «Posts on a Scandal»                         | Кенни Леон        | Эрик Эйдельштейн             | 25 ноября 2021  |
| Учителя угрожают Кейт отстранением, если она не запостит в блоге скандальный слух про отца Джесси. Ник предлагает дочери переехать, но когда Зои узнаёт про то, что им с этим готов помочь Дэвис, она отказывается. После публикации "Сплетницы" всё выходит из-под контроля, на анонимный блог начинают ссылаться ведущие СМИ, а Зои сообщает "Сплетнице" про тайную квартиру Дэвиса. Аки узнаёт у отца, что история "Сплетницы" - просто слух, не подтверждённый фактами. Макс переживает кризис и страдает от понижения либидо. Конфликт Джулиен и Зои усугубляется, а Оби больше не может наладить связь ни с одой из сестёр. |                                                                      |                   |                              |                 |
| 9 | «Ежевичный нарцисс» «Blackberry Narcissus»                           | Сатья Баба        | Амос Мак                     | 25 ноября 2021  |
| Пока Кейт пытается смириться с отстранением от блога, "Сплетница" продолжает развивать историю Дэвиса. Пытаясь выяснить все подробности Джулиен пропадает с радаров, проводя время дома с отцом, но позже она решает встретиться со всеми потенциальными жертвами своего отца, но "Сплетница" находит её и объявляет конкурс среди подписчиков, чтобы узнать её настоящую позицию в конфликте из-за чего она оказывается под прицелом всего города. В итоге Джулиан с помощью друзей придумывает гениальный план, чтобы запутать анонимный блог. Одри подталкивает Аки на дальнейшие эксперименты с его сексуальностью, устраивая свидание с популярным школьным спортсменом геем. Макс понимает что воссоединение его отцов слишком хрупкое, когда застаёт Гидеона с другим мужчиной. Джордан тайно продолжает работать с Кейт и контролировать блог "Сплетницы" удаляя слишком жёсткие по его мнению материалы и пытаясь сместить фокус с Джулиен. |                                                                      |                   |                              |                 |
| 10 | «Финальная отмена» «Final Cancellation»                              | Крэйг Джонсон     | Райан Коэн                   | 2 декабря 2021  |
| Джулиен пытается справиться с отменой, которой подверглась из-за постов "Сплетницы". Основным планом становится благотворительная вечеринка, средства с которой уйдут в фонд помощи жертвам Дэвиса. Всё идёт наперекосяк, пока Зои не спасает положение хитрым приёмом. Джордан и Кейт придумывают план, как вернуть учительницу к управлению блогом. Одри договаривается с Максом о приглашении её матери на элитный ужин, где Кики может получить грант на развитие своей модной линейки, если произведёт впечатление на Элеонор Уолдорф-Роуз, мать Блэр Уолдорф из оригинального сериала. |                                                                      |                   |                              |                 |
| 11 | «Ты не можешь принять это» «You Can't Take It with Jules»            | Эрика Уотсон      | Янейка Джеймс, Яшейка Джеймс | 2 декабря 2021  |
| После отказа Макса, Аки и Одри ищут третьего для своих сексуальных утех, перебирая партнёров. Зои знакомится с проблемной ученицей, и сбегает с уроков. К Джулиен приезжает бабушка, которая хочет навсегда забрать её в Данвиль, из-за того, что Дэвис отказался от своих родительских прав. К Оби приезжает сестра Хайди и знакомит его со своим женихом, но Макс не верит, что девушка остепенилась, ведь когда-то именно Хайди лишила его девственности и долгое время вела разгульный образ жизни. Венди объединяется с Кейт и Джорданом, чтобы восстановить контроль над блогом "Сплетницы", вместе они занимаются поиском компромата на других учителей, участвующих в жизни блога. |                                                                      |                   |                              |                 |
| 12 | «Сплетни в прошлом, детка» «Gossip Gone, Girl»                       | Даррен Грант      | Келли Бреслин                | 2 декабря 2021  |
| Ник вынужден искать квартиру в Квинсе, чтобы переехать и содержать сестёр. Тем временем Одри узнаёт, что родители Макса развелись и вместе с Аки они идут на помощь своему товарищу, но тот всячески от них отгораживается. Зои встаёт перед выбором пойти на новогоднюю вечеринку с сестрой или отправится на прогулку с новой подругой, в итоге она выбирает вечеринку. Джулиен узнаёт, что у Оби новая подруга, которой оказывается Грейс Байрон, дочь сенатора США. Луна и Моне решают рассорить Грейс с Оби, пригласив пару на вечеринку, Джулиен хоть и не в восторге, но даёт своё согласие, надеясь вернуть бывшего парня. Под конец дня Джуллиен решает списаться с замолчавшей "Сплетницей" и предлагает снабжать блог информацией, в обмен на уничтожение себя как инфлюенсера. |                                                                      |                   |                              |                 |

### Сезон 2 (2022 - 2023)
| № | Название                                                                    | Режиссёр     | Автор сценария | Дата премьеры   |
| --- | --------------------------------------------------------------------------- | ------------ | -------------- | --------------- |
| 13 | «Деб Браул в синем платье» «Deb Brawl in a Blue Dress»                      | Даррен Грант | Келли Бреслин  | 1 декабря 2022  |
| Макс просит Аки и Одри совершить каминг-аут и во всеуслышание заявить, что они в отношениях, но пара не готова к официальному признанию Макса как третьего участника их отношений. Зои кажется, что отец уделяет больше времени её сестре, чем ей. Моне решает занять место Джулиен. Кейт хочет поквитаться с матерью Моне, которая давит на директора и таким образом завышает оценки своей дочери. Все пути по итогу пересекаются на балу дебютанток, где в определённый момент начинается полный хаос. |                                                                             |              |                |                 |
| 14 | «Угадай, кто придёт на ужин» «Guess Who's Coming at Dinner»                 | Даррен Грант | Келли Бреслин  | 1 декабря 2022  |
| Моне продолжает свою войну против Джулиен и начинает устанавливать в школе диктаторские порядки, которые затрагивают даже учителей. Рой устраивает в доме званый вечер с пожилой и очень консервативной клиенткой, и просит Гидеона подыграть ему и присутствовать на вечере. Макс пытается сделать вид, что продолжает вести разгульный образ жизни, но терпит неудачу. Одри и Аки чтобы спасти положение предлагают план в котором Макс пригласит домой нескольких участников для оргии и в самый ответственный момент это будет сфотографировано, но в итоге "застревают" на ужине с клиенткой Роя. Ник узнаёт, что Зои врала ему и вместо учёбы развлекалась с подругой, чтобы наладить ситуацию Шан организует ужин у себя дома для Ника и Зои, чтобы познакомить его со своей семьёй. Кейт вместе с новым учителем английского Майком выясняет, что директор "Констанс" брала взятки от родителей, но в итоге директор и сама выставляет себя жертвой, уверяя, что не могла поступить иначе, из-за угроз родителей сместить её с должности. Попытки Джулиен остановить Моне приводят к войне, в которой новая фаворитка видит возможность подняться на конфликте двух популярных учениц, как в своё время воевали и держали статус Серена и Блэр. |                                                                             |              |                |                 |
| 15 | «Отличная репутация» «Great Reputations»                                    | Даррен Грант | Келли Бреслин  | 8 декабря 2022  |
| К Кейт приезжает отец, а сама учительница боится, что Майк сдаст её новой директрисе, рассказав, что та слила информацию "Сплетнице". Конфликт Моне и Джулиен усугубляется, когда обе девушки пытаются подружиться с Грейс по личным мотивам. Тем временем Оби встречается с матерью Грейс и та предупреждает его, что не любит драмы, потому как любые конфликты могут привести к проблемам в её карьере сенатора. Макс страдает от потери авторитета в кругу его знакомых, всё из-за каминг-аута и заявления, что он в отношениях с Одри и Аки. Его партнёры пытаются поднять ему настроение и вернуть статус, через разгульную вечеринку, но их план проваливается. Зои уличает отца в обмане, связанным с его профессиональной деятельностью. Дорожки героев снова сходятся на деловом фуршете, где в том числе присутствуют Грейс с матерью. |                                                                             |              |                |                 |
| 16 | «Пролетая над гнездом кукушки» «One Flew over the Cuck's Nest»              | Даррен Грант | Келли Бреслин  | 15 декабря 2022 |
| Аки начинает вести себя странно, из-за чего Одри и Макс начинают за ним следить, пытаясь выяснить секрет своего партнёра. Джулиен обнаруживает, что у Грейс есть любовник и с помощью Луны пытается выставить всё так, чтобы об этом узнал Оби. Шан узнаёт секрет Ника, что он принял деньги от Кэллоуэя, для выкупа дома, но никак не может сказать об этом Зои, по итогу эту информацию разглашает "Сплетница". Моне сталкивается со сложностями во время своего правления, и пользуется советами Луны, что приводит к раскрытию информации о романе её отца. Кейт продолжает общаться с Майком и между ними вспыхивает короткая любовная связь, но в процессе она узнаёт, что он использует её чтобы найти "Сплетницу". |                                                                             |              |                |                 |
| 17 | «Игры, поезда и автомобили» «Games, Trains and Automobiles»                 | Даррен Грант | Келли Бреслин  | 22 декабря 2022 |
| Одри начинает чувствовать себя лишней, после того как Макс и Аки отправляются на ежегодный трип, для мальчиков. У Джулиен завязывается роман с женатым мужчиной. В попытках помириться с дочерью Ник просит Джулиен организовать встречу с Зои, но это приводит к тому, что Зои отправляется в Бристоль с Шан, никого не предупредив. Оби узнаёт, что его мать в городе, но избегает его и просит Аки и Макса о поддержке, в итоге трое друзей приезжают на встречу с Хеленой. Кейт и Джордан пытаются узнать информацию о Майке и почему он выслеживает их блог, по итогу оказывается, что Майка шантажируют, а след выводит на отца Аки. |                                                                             |              |                |                 |
| 18 | «Как похоронить миллионера» «How To Bury A Millionaire»                     | Даррен Грант | Келли Бреслин  | 29 декабря 2022 |
| Макс и Одри пытаются организовать новый обмен клятвами для Гидеона и Роя, но всё идёт не по плану. Оби пытается выяснить больше о мошенничестве его семьи. Кейт похищает Джорджина Спаркс, выяснившая, вопреки признанию Джордана настоящую сплетницу. Джорджина требует от Кейт сорвать церемонию отцов Макса, угрожая в противном случае разоблачить Кейт и сдать её в полицию, где учительнице может светить приличный срок. Моне начинает шантажировать неизвестный аккаунт, обещая выложить секс-видео с ней, Зои понимает, что речь идёт о её ночи в Бристоле и предлагает свою помощь, чтобы изобличить шантажиста, не в силах справится самой, она прибегает к помощи Майло. Луна выясняет, что Грэм так и не расстался с женой, более того, выясняется, что она беременна, после чего Джулиен решает разоблачить и унизить обманувшего ее парня. |                                                                             |              |                |                 |
| 19 | «Одень меня! Раздень меня!» «Dress Me Up! Dress Me Down!»                   | Даррен Грант | Келли Бреслин  | 5 января 2023   |
| Джорджина продолжает давить на Кейт, требуя устроить тотальный апокалипсис через блог. Тем временем в город приезжает отец Одри с Джессикой, бывшей ассистенткой Кики, которой собирается делать предложение, на обед с ними идут Джесси, Одри, Аки и Макс, последний разочарован отношением к нему, и ставит целью добиться расположения от Уилла, но терпит неудачу. Когда Кейт начинает готовить почву и публикует фейковый слух, Одри и Джулиен ссорятся. К Зои начинает проявлять внимание мама Моне. Кики устраивает модный показ при поддержке Элеонор, но накануне Джессика напрашивается быть гостем блога Джулиен, где утверждает, что эскизы нарядов её, таким образом выставляя Кики воровкой. После публикации этой информации "Сплетницей", вражда Одри и Джулиен усиливается, но главный акт по разжиганию вражды двух подруг у Джорджины ещё впереди. Оби объединяется с Хайди и вместе они отправляют компромат на семейную фирму "Сплетнице". |                                                                             |              |                |                 |
| 20 | «И мама Лу тоже» «Y Lu's mamá también»                                      | Даррен Грант | Келли Бреслин  | 12 января 2023  |
| Кейт продолжает разгонять конфликт Одри и Джулиен, одновременно с этим, она планирует опубликовать компромат на маму Оби. Учителя в очередной раз беспокоятся, но уже обвиняют Кейт в злоупотреблении властью и разжиганию вражды, но учительница умудряется заключить сделку, обещая за месяц изменить мир к лучшему. Джулиен решается подставить Джессику, заключив с ней партнёрство, но всё это оказывается хитрым планом Одри и Макса и по итогу затронет репутацию обоих девушек. Аки пытается привести друзей на кинофестиваль, в котором участвует его давняя подруга, но Макс и Одри слишком заняты местью. Зои и Шан тоже идут на кинофестиваль в надежде уничтожить "Сплетницу" через влиятельных кинозвёзд, которые могут отменить блог. Джулиен так же призывает к отмене "Сплетницы". Луна встречается с матерью, но встреча проходит неудачно, пока Моне не подговаривает подругу показать себя и прийти на премьеру, даже вопреки тому, что мать её не приглашает, тем самым показать свои способности стилиста. Моне сталкивается с последствиями отмены и подвергается буллингу со стороны других учеников. |                                                                             |              |                |                 |
| 21 | «Я знаю что вы делали на прошлом саммите» «I know What You Did Last Summit» | Даррен Грант | Келли Бреслин  | 19 января 2023  |
| Грейсон де Хан объявляет награду в миллион долларов за личность "Сплетницы". Джордан и Кейт официально становятся парой, после проведённой вместе ночи. Макс признаётся в любви своим партнёрам, но они не знают что ответить из-за чего все трое прибывают в смятении. После избиения Оби в город приезжает Хелена, но объявление о награде не даёт Кейт выложить компромат. Джулиен продолжает войну против блога и ищет союзников, но никто из её окружения не поддерживает эту идею, постепенно из-за своей одержимости она начинает разрушать свои отношения с друзьями. Кейт идёт к Камилль и выясняет, что муж действует без её согласия, а позже соглашается принять от неё компромат на Грейсона, Джордан помогает ей сохранить анонимность и изменить голос для телефонного разговора с миссис де Хан. Ник собирается открыть свою фирму, но план де Ханов со "Сплетницей" выставляет его в неприглядном свете, не позволяя уйти. Лишившись угрозы "Сплетница" выкладывает компромат на Хелену но при личном разговоре Оби узнаёт, что за халатностью стоит Хайди, а мать лишь прикрывала её. |                                                                             |              |                |                 |
| 22 | «Я - Сплетница» «I am Gossip»                                               | Даррен Грант | Келли Бреслин  | 26 января 2023  |
| Джулиен всё-таки объединяется с друзьями в попытках уничтожить "Сплетницу". Джордан считает что угроза слишком велика и просит Кейт остановиться, но учительница отказывается. Ученики разрабатывают план, в который входит взлом аккаунта блога через ссылку, но Оби предупреждает "Сплетницу" и вместо реальных данных ученики видят контакты Джулиен. Макс снова отгораживается от своих партнёров и Одри с Аки впервые занимаются сексом без третьего партнёра. Оби обещает стать шпионом "Сплетницы" в обмен на разоблачение Хайди, но его раскрывает Джулиен и без его участия разрабатывает новый план по разоблачению анонима. |                                                                             |              |                |                 |